# Скола, Луис
Луис Альберто Скола Бальвоа (исп. Luis Alberto Scola Balvoa; родился 30 апреля 1980 года в Буэнос-Айресе, Аргентина) — аргентинский профессиональный баскетболист, игравший на позиции тяжёлого форварда. Олимпийский чемпион 2004 года в составе сборной Аргентины.

## Профессиональная карьера
Скола играл за аргентинский «Феррокарриль Оэсте» (1996—1998 годы). После баскетбольного сезона 1997-98 в аргентинской лиге, Скола переехал в Испанию и подписал контракт с «Каха Лаборал». Он был отдан в аренду «Хихон» (1998—2000 годы), выступавшему во Втором дивизионе Испанской лиги. С 2000 года выступал за испанскую «Каха Лаборал» (2000—2007 годы). Вместе с командой Скола вышел в финал Евролиги в сезоне 2000-01, и три раза выходил в Финал четырёх Евролиги, в период между 2005 и 2007 годами. Его выдающиеся выступления принесли ему избрание во вторую символическую сборную Евролиги в 2005 году, а также дважды его выбирали в первую сборную звёзд Евролиги в 2006 и 2007 годах.
Хотя Сколе не удалось выиграть Евролигу с «Басконией», он выигрывал с командой каждый крупный титул испанский Лиги, выиграв чемпионат Испании в 2002 году, 3 Кубка короля Испании в 2002, 2004, 2006, и 3 испанских Суперкубка в 2005, 2006 и 2007 годах.
В 2002 году выбран на драфте НБА во втором раунде под 56 номером командой «Сан-Антонио Спёрс», однако Скола продолжил выступать в Испании за «Каха Лаборал». 12 июля 2007 года в результате обмена перешёл из «Сан-Антонио» в «Хьюстон Рокетс».
В дебютном сезоне 2007/08 НБА Скола продемонстрировал хорошую игру и по итогам регулярного чемпионата был включен в первую сборную новичков НБА. В следующем сезоне 2008/09 стал основным мощным форвардом «Хьюстона». 21 июля 2010 года подписал новое соглашение с командой на улучшенных условиях. Контракт был рассчитан на пять лет, за которые баскетболист заработал 45 миллионов долларов. В сезоне 2011/12 Скола провел 66 матчей, набирая 15,5 очков, 6,5 подбора и 2,1 передачи в среднем за встречу.
13 июля 2012 года «Хьюстон» списал контракт форварда Луиса Сколы по правилу амнистии, расчищая платежную ведомость, чтобы обменять центрового «Орландо» Дуайта Ховарда. Действующее соглашение Сколы было рассчитано на 3 года, за которые он должен получить 21 миллион. «Финикс Санз» выиграл торги и получил права на Луиса Сколу предложив игроку зарплату 3 миллионов долларов за ближайший сезон и более 10 миллионов в последующие три года. «Даллас Маверикс» и «Кливленд Кавальерс» были также заинтересованы в приобретении Скола во время процесса амнистии. 22 ноября 2012 года Скола впервые в своей карьере в НБА стал выходить со скамейки, не считая дебютного сезона. Луис так и не стал лидером «Санз», его среднестатистические показатели снизились.
27 июля 2013 года, он был обменян в «Индиана Пэйсерс» на Майлса Пламли, Джеральда Грина и пик первого раунда драфта 2014 года.
15 июля 2015 года Луис Скола подписал контракт с «Торонто Рэпторс». Он помог «Рэпторс» впервые в истории клуба выйти в финал Восточной конференции в 2016 году.
13 июля 2016 года Скола заключил соглашение с «Бруклин Нетс». 27 февраля 2017 года он был отчислен из «Нетс».

## Национальная сборная

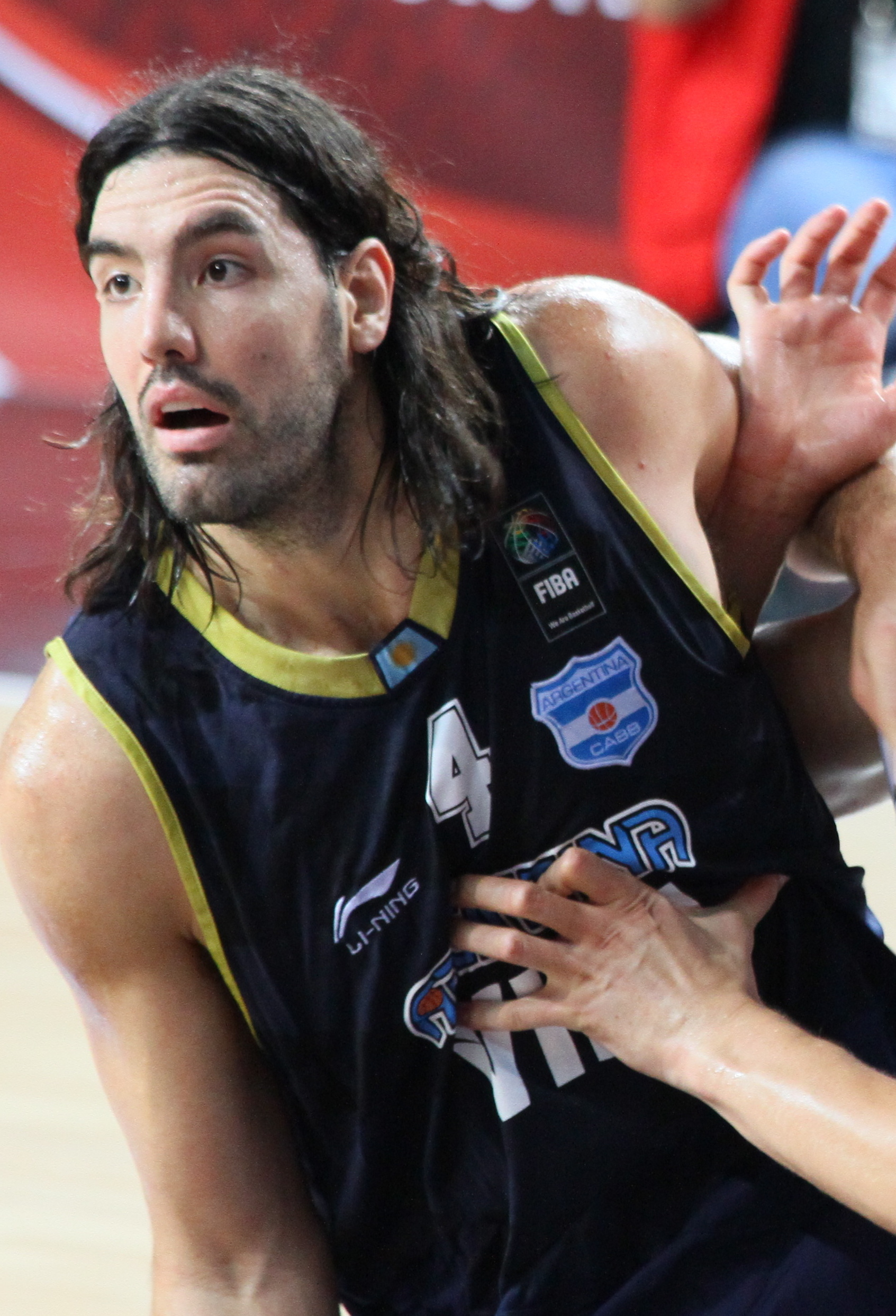
Луис Скола в 2010 году

С юношеской сборной Аргентины, Скола выиграл золотую медаль в 1995 году на Южно-Американском кадетском чемпионате, золотую медаль в 1996 году на южноамериканских юниоров, золотую медаль чемпионата Америки до 20 лет 2000 года, чемпионат и бронзовую медаль в 2001 году на чемпионате мира для юношей до 21 года.
Играя за старшую сборную Аргентины, Скола завоевал несколько медалей: серебряную медаль на чемпионате Южной Америки в 1999 году, бронзовую медаль на чемпионате Америки 1999 года, золотую медаль на чемпионате Америки 2001 года, серебряную медаль на чемпионате мира по баскетболу 2002 года, серебряную медаль на чемпионате Америки 2003 года, золотую медаль на летних Олимпийских Игр 2004 года, серебряную медаль на чемпионате Америки 2007 года, бронзовую медаль на летних Олимпийских играх 2008 года, бронзовую медаль чемпионата Америки в 2009 году, золотую медаль на чемпионате Америки 2011 года и бронзовую медаль чемпионата Америки в 2013 году.
5 августа 2016 года Скола нёс флаг Аргентины на церемонии открытия летних Олимпийских игр 2016 года в Рио-де-Жанейро.
Скола занимает четвёртое место по набранным очкам в истории Олимпийских игр (548 очков).

## Титулы

### Клубные
- Чемпион Испании: 2002
- Обладатель Кубка Испании: 2002, 2004, 2006
- Обладатель Суперкубка Испании: 2005, 2006, 2007

### Национальная сборная
- Чемпион Америки: 2001, 2011
- Серебряный призёр чемпионата Америки: 2003, 2007
- Бронзовый призёр чемпионата Америки: 1999, 2009, 2013
- Чемпион Олимпийских игр 2004
- Бронзовый призёр Олимпийских игр 2008
- Серебряный призёр чемпионата мира 2002, 2019

## Личная жизнь
Луис Скола любит проводит время со своей семьёй, играть в пул и выезжать на рыбалку. Любимая музыкальная группа — U2. Любимое место отдыха — Менорка (остров в Средиземном море, принадлежит Испании).

## Статистика

### Статистика в НБА
| Сезон                                                                                    | Команда | Регулярный сезон | Регулярный сезон | Регулярный сезон | Регулярный сезон | Регулярный сезон | Регулярный сезон | Регулярный сезон | Регулярный сезон | Регулярный сезон | Регулярный сезон | Регулярный сезон | Серия плей-офф | Серия плей-офф | Серия плей-офф | Серия плей-офф | Серия плей-офф | Серия плей-офф | Серия плей-офф | Серия плей-офф | Серия плей-офф | Серия плей-офф | Серия плей-офф |
| Сезон                                                                                    | Команда | GP               | GS               | MPG              | FG%              | 3P%              | FT%              | RPG              | APG              | SPG              | BPG              | PPG              | GP             | GS             | MPG            | FG%            | 3P%            | FT%            | RPG            | APG            | SPG            | BPG            | PPG            |
| ---------------------------------------------------------------------------------------- | ------- | ---------------- | ---------------- | ---------------- | ---------------- | ---------------- | ---------------- | ---------------- | ---------------- | ---------------- | ---------------- | ---------------- | -------------- | -------------- | -------------- | -------------- | -------------- | -------------- | -------------- | -------------- | -------------- | -------------- | -------------- |
| 2007/08                                                                                  | Хьюстон | 82               | 39               | 24,7             | 51,5             | 0,0              | 66,8             | 6,4              | 1,3              | 0,7              | 0,2              | 10,3             | 6              | 6              | 36,7           | 44,8           | 0,0            | 68,6           | 9,3            | 1,3            | 0,7            | 0,2            | 14,0           |
| 2008/09                                                                                  | Хьюстон | 82               | 82               | 30,3             | 53,1             | 0,0              | 76,0             | 8,8              | 1,5              | 0,8              | 0,1              | 12,7             | 13             | 13             | 32,6           | 49,4           | -              | 67,3           | 8,4            | 1,8            | 0,5            | 0,2            | 14,4           |
| 2009/10                                                                                  | Хьюстон | 82               | 82               | 32,6             | 51,4             | 20,0             | 77,9             | 8,6              | 2,1              | 0,8              | 0,3              | 16,2             | Не участвовал  | Не участвовал  | Не участвовал  | Не участвовал  | Не участвовал  | Не участвовал  | Не участвовал  | Не участвовал  | Не участвовал  | Не участвовал  | Не участвовал  |
| 2010/11                                                                                  | Хьюстон | 74               | 74               | 32,6             | 50,4             | 0,0              | 73,8             | 8,2              | 2,5              | 0,6              | 0,6              | 18,3             | Не участвовал  | Не участвовал  | Не участвовал  | Не участвовал  | Не участвовал  | Не участвовал  | Не участвовал  | Не участвовал  | Не участвовал  | Не участвовал  | Не участвовал  |
| 2011/12                                                                                  | Хьюстон | 66               | 66               | 31,3             | 49,1             | 0,0              | 77,3             | 6,5              | 2,1              | 0,5              | 0,4              | 15,5             | Не участвовал  | Не участвовал  | Не участвовал  | Не участвовал  | Не участвовал  | Не участвовал  | Не участвовал  | Не участвовал  | Не участвовал  | Не участвовал  | Не участвовал  |
| 2012/13                                                                                  | Финикс  | 82               | 67               | 26,6             | 47,2             | 18,8             | 78,7             | 6,6              | 2,2              | 0,8              | 0,4              | 12,8             | Не участвовал  | Не участвовал  | Не участвовал  | Не участвовал  | Не участвовал  | Не участвовал  | Не участвовал  | Не участвовал  | Не участвовал  | Не участвовал  | Не участвовал  |
| 2013/14                                                                                  | Индиана | 82               | 2                | 17,1             | 47,0             | 14,3             | 72,8             | 4,8              | 1,0              | 0,3              | 0,2              | 7,6              | 18             | 0              | 13,5           | 45,7           | 33,3           | 59,1           | 2,3            | 0,5            | 0,3            | 0,2            | 6,1            |
| 2014/15                                                                                  | Индиана | 81               | 16               | 20,5             | 46,7             | 25,0             | 69,9             | 6,5              | 1,3              | 0,6              | 0,2              | 9,4              | Не участвовал  | Не участвовал  | Не участвовал  | Не участвовал  | Не участвовал  | Не участвовал  | Не участвовал  | Не участвовал  | Не участвовал  | Не участвовал  | Не участвовал  |
| 2015/16                                                                                  | Торонто | 76               | 76               | 21,5             | 45,0             | 40,4             | 72,6             | 4,8              | 0,9              | 0,6              | 0,4              | 8,7              | 11             | 9              | 12,8           | 25,8           | 19,0           | 72,7           | 1,6            | 0,6            | 0,3            | 0,0            | 2,5            |
| 2016/17                                                                                  | Бруклин | 36               | 1                | 12,8             | 47,0             | 34,0             | 67,6             | 3,9              | 1,0              | 0,4              | 0,1              | 5,1              | Не участвовал  | Не участвовал  | Не участвовал  | Не участвовал  | Не участвовал  | Не участвовал  | Не участвовал  | Не участвовал  | Не участвовал  | Не участвовал  | Не участвовал  |
|                                                                                          | Всего   | 743              | 505              | 25,6             | 49,3             | 33,9             | 74,0             | 6,7              | 1,6              | 0,6              | 0,3              | 12,0             | 48             | 28             | 21,4           | 45,4           | 20,0           | 66,7           | 4,7            | 1,0            | 0,4            | 0,1            | 8,5            |
| Наведите курсор мыши на аббревиатуры в заголовке таблицы, чтобы прочесть их расшифровку. |         |                  |                  |                  |                  |                  |                  |                  |                  |                  |                  |                  |                |                |                |                |                |                |                |                |                |                |                |